# Lomapa
Lomapa är en ort i Mexiko.   Den ligger i kommunen Astacinga och delstaten Veracruz, i den sydöstra delen av landet, 230 km öster om huvudstaden Mexico City. Lomapa ligger 2 231 meter över havet och antalet invånare är 103.
Terrängen runt Lomapa är lite bergig, och sluttar österut. Runt Lomapa är det ganska tätbefolkat, med 93 invånare per kvadratkilometer. Närmaste större samhälle är Zongolica, 15,2 km nordost om Lomapa. Omgivningarna runt Lomapa är en mosaik av jordbruksmark och naturlig växtlighet.